# Alex Rosseels
Alex Rosseels (Antwerpen, 9 september 1948 - Antwerpen, 12 maart 1987) was een Vlaamse schrijver.

## Situering
Rosseels schreef in zijn leven twee romans: Het Blije Lijden (1980) en Het Nachtbeest (1982). Zijn werk was bijna uitsluitend autobiografisch. Alex Rosseels versloeg in zijn boeken onomwonden het marginale, wilde leven dat hij leidde. Hij schreef over zijn ontluikende homoseksualiteit, overmatige drugsgebruik en de grote afkeer van het kleinburgerlijke bestaan. De boeken spelen zich af in Antwerpen tijdens de jaren 70 en begin jaren 80.

## Biografie

### Jeugd
Alex werd geboren op 9 september 1948. Hij was de zoon van Adolphine en Daan Rosseels. Zijn vader was eveneens schrijver: hij schreef oorlogs- en zeemansverhalen. Alex had één broer: Daan Rosseels, vernoemd naar zijn vader. De eerste jaren van zijn leven woonde het gezin in de Edgard Casteleinstraat in de Antwerpse volkswijk het Kiel. Toen Alex een jaar of zeven was, verhuisde het gezin naar het voormalige dorp Sint-Anna op Linkeroever. Op jonge leeftijd ontdekte Alex dat hij op jongens viel.
In 1960 beëindigde Alex de lagere school. Zijn ouders lieten hem daarna tegen Alex’ zin Latijnse Talen volgen. Hij werd opstandig en spijbelde veel. Zijn ouders zagen zich gedwongen hem van school te doen veranderen en stuurden hun zoon naar het Internaat in Brasschaat.
Na de lagere school wou Alex Rosseels journalistiek studeren maar zijn ouders schreven hem in de richting Handel en Administratie in. Hij maakte de studie niet af. Zijn vader had een eigen reclamebureau waarvoor Alex ging werken. Het bedrijf was gevestigd in het Hansahuis tegenover Het Steen op de hoek van de Suikerrui en de Ernest Van Dijkkaai. Daan Rosseels was regelmatig dronken waardoor Alex de zaak van hem moest overnemen. Zelf begon Alex met drugs te experimenteren.

### Junkie
Eerst woonde Alex in Deurne in de Sint-Rochusstraat bij een koppel drugsverslaafden. Later leerde hij John Bogaerts kennen die kostuum- en decorontwerper was bij de Antwerpse Koninklijke Nederlandse Schouwburg. Ze waren samen van 1969 tot eind 1976. In het begin woonde het koppel in de Armeduivelstraat in Antwerpen maar al snel verhuisden ze naar Terninckstraat op het Zuid. De schrijver kickte af maar begon opnieuw drugs te gebruiken toen de relatie met John ten einde liep.
Later was Alex Rosseels samen met Dennis Denys. Tijdens zijn relatie met Dennis verscheen Alex’ eerste roman Het Blije Lijden bij Manteau waarin de schrijver onomwonden vertelde over zijn leven als homoseksuele junkie. Twee jaar na de verschijning van de eerste roman verscheen het tweede boek Het Nachtbeest. Hij had intussen de relatie met Dennis verbroken. De schrijver was opnieuw verslaafd geraakt aan drank en drugs.
Op het einde van zijn leven probeerde de schrijver een nieuwe start te maken. Hij was toen samen met musicalzanger David Davidse. Op 10 maart 1987 voelde Alex zich niet goed en werd hij naar het ziekenhuis gebracht. Door spataderen in de slokdarm belandde Alex in een coma. Hij overleed op 12 maart 1987 aan de gevolgen van levercirrose. De schrijver was 38 jaar oud.

### Schrijver
Alex Rosseels was een tijd journalist. Hij schreef voor De Nieuwe Gazet en Het Laatste Nieuws. Daarnaast schreef Alex bijdragen voor het Nederlandse glossy tijdschrift Avenue. In de satirische tijdschriften De Mep en De Zwijger verschenen eveneens teksten van Alex Rosseels. Hij schreef ook in De Rooie Vlinder, een publicatie van een linkse homogroepering die na het einde van haar bestaan in 1981 haar werking voortzette in het Roze Aktiefront.
De schrijver publiceerde in zijn leven slechts twee romans: Het Blije Lijden en Het Nachtbeest. Beide boeken verschenen bij Manteau. Zijn eerste roman werd positief onthaald. Zo schreef Jef Geeraerts: “Een debuut dat eindelijk de hoop doet herleven in de toekomst van het Vlaamse proza. De toon, de vaart, de stijl, de adem verraden een rasschrijver op wie we al jaren zitten te wachten” in De Spectator. Alex’ romans worden getypeerd door bijtende zelfspot, zwarte humor en cynisme.

## Trivia
- Vlaams schrijfster Maria Rosseels is de achtertante van Alex Rosseels.
- Daan Rosseels, Alex’ vader, stierf na zijn zoon eveneens aan levercirrose.
- De cover van Alex’ eerste boek, Het Blije Lijden, zorgde voor onenigheid met de uitgever omdat er een schijnbaar zwangere vrouw werd op afgebeeld, wat ver afstond van de homoseksuele thematiek van het boek.
- John Bogaerts, de ex-partner van Alex Rosseels, ontwierp de cover van Alex’ tweede boek: Het Nachtbeest.